# Агротон
Агротон — приватне акціонерне товариство та група компаній, один із найбільших диверсифікованих вертикально-інтегрованих сільськогосподарських виробників України.
Підприємство займає перше місце за обсягами виробництва соняшнику в Україні, площа посівів якого становить приблизно 48 000 гектарів; № 4 за обсягами виробництва пшениці, площа посівів якої становить приблизно 50 000 гектарів; № 5 за обсягами виробництва молока, вирощуючи 4500 голів молочної худоби.
Земельний банк — 110 тис. га. (11-те місце в Україні на 2019 рік).
Регіонами діяльності агрохолдингу є Луганська і Харківська області.

## Історія розвитку компанії
1992 — доктор медичних наук із Луганська Юрій Журавльов засновує кілька компаній, що займаються виробництвом і реалізацією меду та інших продуктів бджільництва в Луганській області. У 1999 р. він провів реорганізацію, створивши агрохолдинг «Агротон». Того ж року компанія придбала і модернізувала складські приміщення по зберіганню зернових загальною потужністю 30 тис. т.
У 2000 р. ухвалюється рішення сконцентруватися на вирощуванні пшениці та соняшнику, а також інших додаткових культур, необхідних для сівозміни.
2002 — Агротон починає виробництво борошна, хлібобулочних і макаронних виробів.
2005 — Агротон придбав Луганський сироробний завод, що виробляє сир під торговою маркою «Золото Гільдії». Компанія починає виробництво свинини.
2006 — компанія придбала і реконструювала Чорнухинську птахофабрику.
2009 — відбувся лістинг Глобальних депозитарних розписок на Франкфуртській фондовій біржі для фінансування подальшого зростання бізнесу. Залучено $ 42 млн за 20 % акцій.
У 2010 р. компанія в ході IPO на Варшавській фондовій біржі розмістила 5,67 млн акцій і залучила 153 млн польських злотих ($ 56 млн).
У подальші роки відбулася низка злиттів та поглинань дочірніх підприємств.
2014 — Агротон вирішив закрити штаб-квартиру в Луганській області і зупинити там птахівничий бізнес.
2015 — компанія заявила про рейдерську атаку і причетність до неї керівництва Міністерства аграрної політики та продовольства України.
2018 — Агротон придбав у компанії Кернел «Сіверський елеватор». Загальна вартість угоди склала $ 630 тис..